# 格蘭茨維爾 (馬里蘭州)
格蘭茨維爾（英語：Grantsville）是一個位於美國馬里蘭州加勒特縣的市鎮。

## 人口
根據2020年美國人口普查的數據，格蘭茨維爾的面積為2.69平方千米，當中陸地面積為2.69平方千米，而水域面積為0.00平方千米。當地共有人口968人，而人口密度為每平方千米360人。